# Tulipa pulchella
Espèce
Classification phylogénétique
Tulipa pulchella est une espèce de plantes de la famille des liliacées.

## Répartition et habitat
C'est une petite tulipe originaire d'Iran et de Turquie.

## Description
Elle possède un bulbe de 1 à 2 cm de diamètre. Sa tige en fleur atteint 20 cm en hauteur. Les feuilles, de couleur vert-glauque mesurent 10 à 15 cm en longueur. Les fleurs sont de couleur rougeâtre-pourpre, avec six tépales de 3 cm de large et 1,5 cm de large.

## Culture
Elle a été introduite en Europe au début du XIXe siècle, où un petit nombre de plantes sont cultivés comme plante ornementales dans les jardins, dont le Pearl persa.

## Synonymes
- Tulipa humilis Herb. (nom accepté)
- Tulipa alpina J.Gay ex Baker
- Tulipa aucheriana Baker
- Tulipa humilis subsp. matinae Zojajifar & Sheidai
- Tulipa sylvestris var. pulchella Fenzl ex Regel
- Tulipa violacea Boiss. & Buhse[1]